# Bahnstrecke Chaugey–Lons-le-Saunier
| Bahnhof Lons-le-Saunier, 2019 |                      |                                                               |                                                               |
| Streckennummer (SNCF): | 868 000              |                                                               |                                                               |
| Streckenlänge: | 60,8 km              |                                                               |                                                               |
| Spurweite: | 1435 mm (Normalspur) |                                                               |                                                               |
| Maximale Neigung: | 10 ‰                 |                                                               |                                                               |
| Zweigleisigkeit: | ehem. ja             |                                                               |                                                               |
| |                      |                                                               |                                                               |
| \| \| \| Bahnstrecke Dijon-Ville–Saint-Amour von Dijon \| \| \| \| \| Bahnstrecke Gray–Saint-Jean-de-Losne von Gray \| \| \| \| 345,0 \| Saint-Jean-de-Losne \| 184 m \| \| \| 345,5 \| Saône (182 m) \| Saône (182 m) \| \| \| 346,3 \| Raie de Pontreux (61 m) \| Raie de Pontreux (61 m) \| \| \| 346,6 \| Chaugey \| 183 m \| \| \| 347,0 \| Bahnstrecke Dijon-Ville–Saint-Amour nach Bourg-en-Bresse \| Bahnstrecke Dijon-Ville–Saint-Amour nach Bourg-en-Bresse \| \| \| ~350,0 \| A 36 \| A 36 \| \| \| 350,3 \| Franxault \| Franxault \| \| \| ~351,7 \| Département Côte-d’Or / Jura \| Département Côte-d’Or / Jura \| \| \| 355,1 \| Saint-Aubin \| Saint-Aubin \| \| \| ~359,1 \| D 673 (ehem. N 73) \| D 673 (ehem. N 73) \| \| \| 359,3 \| Chemin-Peseux \| Chemin-Peseux \| \| \| 361,3 \| Les Jousserots \| Les Jousserots \| \| \| ~362,3 \| Doubs (148 m) \| Doubs (148 m) \| \| \| ~362,9 \| D 469 (ehem. N 468) \| D 469 (ehem. N 468) \| \| \| ~364,6 \| Orain (52 m) \| Orain (52 m) \| \| \| ~366,4 \| Bahnstrecke Chagny–Dole-Ville von Dole \| Bahnstrecke Chagny–Dole-Ville von Dole \| \| \| ~366,6 \| D 469 (ehem. N 468) \| D 469 (ehem. N 468) \| \| \| 366,8 \| Chaussin \| Chaussin \| \| \| ~367,0 \| Bahnstrecke Chagny–Dole-Ville nach Saint-Bonnet-en-Bresse \| Bahnstrecke Chagny–Dole-Ville nach Saint-Bonnet-en-Bresse \| \| \| 373,6 \| Pleure \| Pleure \| \| \| 377,7 \| Sergenaux-Les Deux-Fays \| Sergenaux-Les Deux-Fays \| \| \| 381,9 \| Chaumergy \| Chaumergy \| \| \| 388,0 \| Commenailles \| Commenailles \| \| \| 393,6 \| Bletterans \| Bletterans \| \| \| ~393,9 \| Seille \| Seille \| \| \| ~397,1 \| D 470 (ehem. N 470) \| D 470 (ehem. N 470) \| \| \| 397,4 \| Ruffey \| Ruffey \| \| \| ~398,6 \| A 39 (Bahntrasse zerstört) \| A 39 (Bahntrasse zerstört) \| \| \| ~402,6 \| D 678 (ehem. N 78) \| D 678 (ehem. N 78) \| \| \| 403,0 \| Courlans \| Courlans \| \| \| \| Viaduc de Courlans (Vallière; 338 m) \| \| \| \| ~404,0 \| N 1083 (ehem. N 83) \| N 1083 (ehem. N 83) \| \| \| \| Bahnstrecke Saint-Germain-du-Plain–Lons-le-Saunier v. Louhans \| \| \| \| ~404,1 \| Bahnstrecke Mouchard–Bourg-en-Bresse von Bourg-en-Bresse \| Bahnstrecke Mouchard–Bourg-en-Bresse von Bourg-en-Bresse \| \| \| \| Compagnie des chemins de fer Vicinaux (CFV) vom Dépot (1 m) \| \| \| \| 407,3 441,7 \| Lons-le-Saunier \| 267 m \| \| \| \| CFV nach St-Claude über Clairvaux (1898–1948) \| \| \| \| \| Bahnstrecke Champagnole–Lons-le-Saunier n. Champagnole \| \| \| \| \| Bahnstrecke Mouchard–Bourg-en-Bresse nach Mouchard \| \| |                      |                                                               |                                                               |
| |                      | Bahnstrecke Dijon-Ville–Saint-Amour von Dijon                 |                                                               |
| Abzweig geradeaus und von links |                      | Bahnstrecke Gray–Saint-Jean-de-Losne von Gray                 | Bahnstrecke Gray–Saint-Jean-de-Losne von Gray                 |
| Bahnhof | 345,0                | Saint-Jean-de-Losne                                           | 184 m                                                         |
| Brücke über Wasserlauf | 345,5                | Saône (182 m)                                                 | Saône (182 m)                                                 |
| Brücke über Wasserlauf | 346,3                | Raie de Pontreux (61 m)                                       | Raie de Pontreux (61 m)                                       |
| Haltepunkt / Haltestelle | 346,6                | Chaugey                                                       | 183 m                                                         |
| Abzweig geradeaus und nach rechts | 347,0                | Bahnstrecke Dijon-Ville–Saint-Amour nach Bourg-en-Bresse      | Bahnstrecke Dijon-Ville–Saint-Amour nach Bourg-en-Bresse      |
| Strecke mit Straßenbrücke | ~350,0               | A 36                                                          | A 36                                                          |
| ehemaliger Bahnhof | 350,3                | Franxault                                                     | Franxault                                                     |
| Grenze | ~351,7               | Département Côte-d’Or / Jura                                  | Département Côte-d’Or / Jura                                  |
| Dienststation / Betriebs- oder Güterbahnhof | 355,1                | Saint-Aubin                                                   | Saint-Aubin                                                   |
| ehemaliger Bahnübergang | ~359,1               | D 673 (ehem. N 73)                                            | D 673 (ehem. N 73)                                            |
| Betriebs-/Güterbahnhof Strecke ab hier außer Betrieb | 359,3                | Chemin-Peseux                                                 | Chemin-Peseux                                                 |
| Haltepunkt / Haltestelle (Strecke außer Betrieb) | 361,3                | Les Jousserots                                                | Les Jousserots                                                |
| Brücke über Wasserlauf (Strecke außer Betrieb) | ~362,3               | Doubs (148 m)                                                 | Doubs (148 m)                                                 |
| Bahnübergang (Strecke außer Betrieb) | ~362,9               | D 469 (ehem. N 468)                                           | D 469 (ehem. N 468)                                           |
| Brücke über Wasserlauf (Strecke außer Betrieb) | ~364,6               | Orain (52 m)                                                  | Orain (52 m)                                                  |
| Abzweig geradeaus und von links (Strecke außer Betrieb) | ~366,4               | Bahnstrecke Chagny–Dole-Ville von Dole                        | Bahnstrecke Chagny–Dole-Ville von Dole                        |
| Bahnübergang (Strecke außer Betrieb) | ~366,6               | D 469 (ehem. N 468)                                           | D 469 (ehem. N 468)                                           |
| Bahnhof (Strecke außer Betrieb) | 366,8                | Chaussin                                                      | Chaussin                                                      |
| Abzweig geradeaus und nach rechts (Strecke außer Betrieb) | ~367,0               | Bahnstrecke Chagny–Dole-Ville nach Saint-Bonnet-en-Bresse     | Bahnstrecke Chagny–Dole-Ville nach Saint-Bonnet-en-Bresse     |
| Bahnhof (Strecke außer Betrieb) | 373,6                | Pleure                                                        | Pleure                                                        |
| Bahnhof (Strecke außer Betrieb) | 377,7                | Sergenaux-Les Deux-Fays                                       | Sergenaux-Les Deux-Fays                                       |
| Bahnhof (Strecke außer Betrieb) | 381,9                | Chaumergy                                                     | Chaumergy                                                     |
| Bahnhof (Strecke außer Betrieb) | 388,0                | Commenailles                                                  | Commenailles                                                  |
| Bahnhof (Strecke außer Betrieb) | 393,6                | Bletterans                                                    | Bletterans                                                    |
| Brücke über Wasserlauf (Strecke außer Betrieb) | ~393,9               | Seille                                                        | Seille                                                        |
| Bahnübergang (Strecke außer Betrieb) | ~397,1               | D 470 (ehem. N 470)                                           | D 470 (ehem. N 470)                                           |
| Bahnhof (Strecke außer Betrieb) | 397,4                | Ruffey                                                        | Ruffey                                                        |
| | ~398,6               | A 39 (Bahntrasse zerstört)                                    | A 39 (Bahntrasse zerstört)                                    |
| Brücke (Strecke außer Betrieb) | ~402,6               | D 678 (ehem. N 78)                                            | D 678 (ehem. N 78)                                            |
| Bahnhof (Strecke außer Betrieb) | 403,0                | Courlans                                                      | Courlans                                                      |
| Brücke über Wasserlauf (Strecke außer Betrieb) |                      | Viaduc de Courlans (Vallière; 338 m)                          | Viaduc de Courlans (Vallière; 338 m)                          |
| Brücke (Strecke außer Betrieb) | ~404,0               | N 1083 (ehem. N 83)                                           | N 1083 (ehem. N 83)                                           |
| Strecke von rechts (außer Betrieb) · Strecke (außer Betrieb) |                      | Bahnstrecke Saint-Germain-du-Plain–Lons-le-Saunier v. Louhans | Bahnstrecke Saint-Germain-du-Plain–Lons-le-Saunier v. Louhans |
| Abzweig quer und ehemals nach links · Abzweig ehemals geradeaus und von rechts | ~404,1               | Bahnstrecke Mouchard–Bourg-en-Bresse von Bourg-en-Bresse      | Bahnstrecke Mouchard–Bourg-en-Bresse von Bourg-en-Bresse      |
| Strecke · U-Bahn-Strecke von links (außer Betrieb) |                      | Compagnie des chemins de fer Vicinaux (CFV) vom Dépot (1 m)   | Compagnie des chemins de fer Vicinaux (CFV) vom Dépot (1 m)   |
| Bahnhof · U-Bahn-Bahnhof | 407,3 441,7          | Lons-le-Saunier                                               | 267 m                                                         |
| U-Bahn-Strecke quer · Kreuzung · U-Bahn-Strecke nach rechts (außer Betrieb) |                      | CFV nach St-Claude über Clairvaux (1898–1948)                 | CFV nach St-Claude über Clairvaux (1898–1948)                 |
| Abzweig geradeaus und ehemals nach rechts |                      | Bahnstrecke Champagnole–Lons-le-Saunier n. Champagnole        | Bahnstrecke Champagnole–Lons-le-Saunier n. Champagnole        |
| |                      | Bahnstrecke Mouchard–Bourg-en-Bresse nach Mouchard            |                                                               |

Die Bahnstrecke Chaugey–Lons-le-Saunier ist eine eingleisige, nicht elektrifizierte, etwa 60 km lange Eisenbahnstrecke in Frankreich, die heute weitgehend stillgelegt ist. Auf dem nördlichen Reststück findet ausschließlich Güterverkehr statt.

## Geschichte
Die Konzession für diese Strecke wurde am 20. Juli 1891 der Chemins de fer de Paris à Lyon et à la Méditerranée (PLM) zugestanden. Ein entsprechender Vertrag konnte mit dem Ministerium für öffentliche Arbeiten und Verkehr an diesem Tag unterzeichnet. Mit der Verstaatlichung der Bahngesellschaften wechselte die Strecke 1938 zur SNCF und am 2. Februar 1893 bestätigt werden.

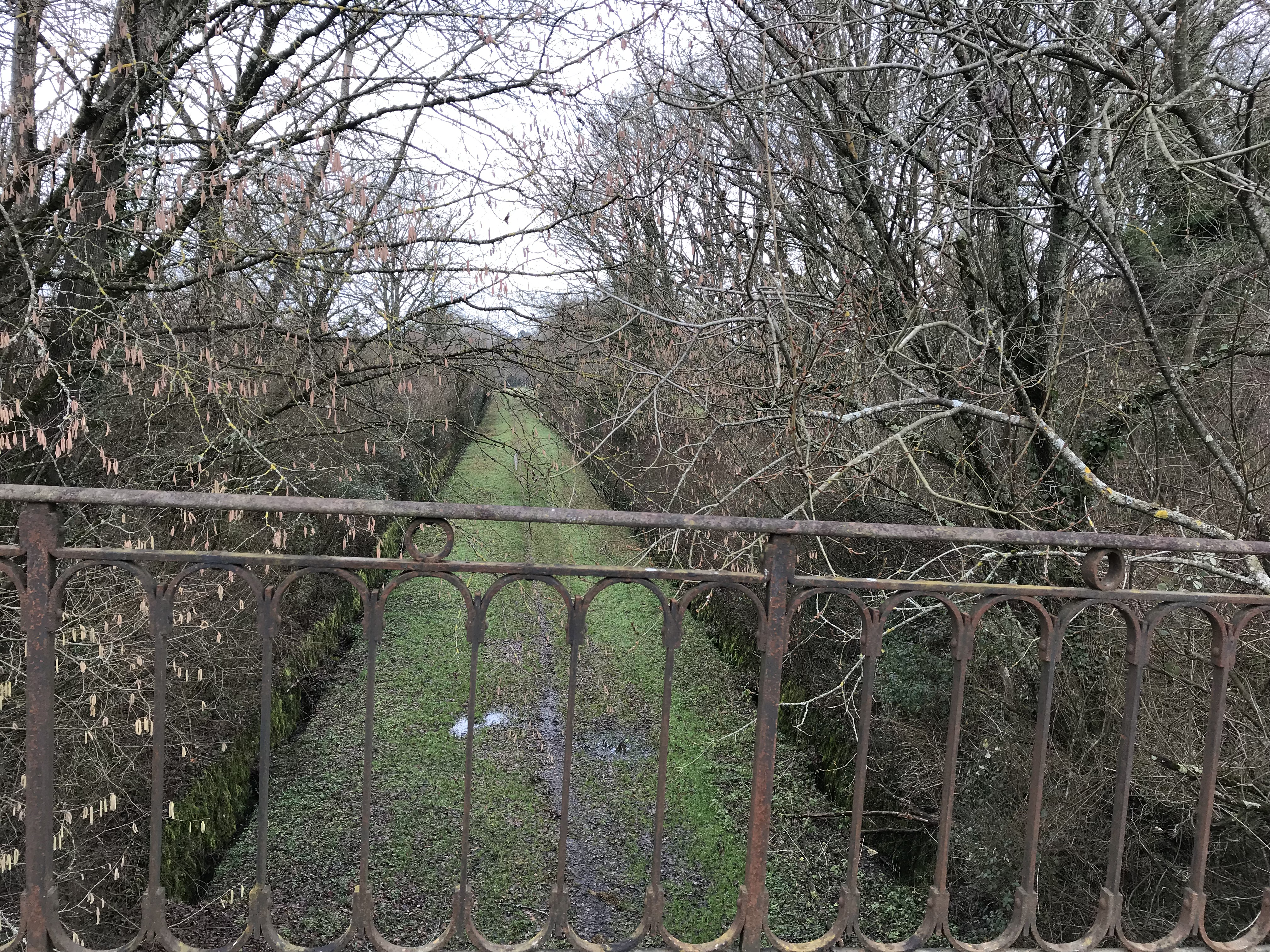
Strecke bei Sergenon, Januar 2018

In Lons-le-Saunier und in Bletterans gab es 50 Jahre lang zwischen 1898 und 1948 Anschluss an die 68 km lange, dampfbetriebene Meterspur-Lokalbahn, die von der Chemins de fer vicinaux (CFV) betrieben wurde. Nach anderen Quellen wurde ein Streckenbau zwar begonnen, aber nie fertiggestellt. Am 4. Mai 1926 wurde im Generalrat beschlossen, den Bau endgültig einzustellen und die Rückabwicklung aller Verträge durchzuführen.
Die Strecke wurde zum 28. September 1969 für den Personenverkehr vollständig geschlossen. Gleichzeitig wurde der Güterverkehr im 6,8 km langen Abschnitt Chaussin–Pleure eingestellt, eineinhalb Jahre später zum 1. Februar 1971 die daran anschließenden 20 km bis Bletterans und 1994 der verbliebene Teil bis Lons-le-Saunier für den Bau der A 39, für den keine Brücke vorgesehen war, da man eine Wiederinbetriebnahme der Bahnstrecke ausschloss. Auch wenn der Staatsbetrieb Réseau ferré de France (RFF) seine Entscheidung der Schließung am 18. November 2004 rückgängig gemacht hat, war durch die Neutrassierung der Autobahn die Zerschneidung der Eisenbahnstrecke vollzogen. Eine Entwidmung für diesen Teil fand im Gegensatz zu anderen Streckenteilen noch nicht statt.
| Streckenkilometer | Abschnitt                        | Güterverkehr Schließung | Entwidmung       | Gleise entfernt    | Zustand (2011)  |
| ----------------- | -------------------------------- | ----------------------- | ---------------- | ------------------ | --------------- |
| 346,579 – 359,300 | Chaugey – Chemin-Peseux          |                         |                  | Güterverkehr aktiv |                 |
| 359,300 – 367,400 | Chemin-Peseux – Chaussin         | 1. Februar 1989         | 25. Februar 1993 | Datum unbekannt    | brach           |
| 367,400 – 373,150 | Chaussin – Pleure                | 28. September 1969      | 29. Oktober 1970 | um 1980            | brach           |
| 373,150 – 392,500 | Pleure – Bletterans              | 1. Februar 1971         | 26. Juli 1973    | 1970               | brach           |
| 392,500 – 397,400 | Bletterans – Larnaud-Ruffey      | 1994                    |                  | Datum unbekannt    | keine Trasse    |
| 397,400 – 407,300 | Larnaud-Ruffey – Lons-le-Saunier | 1994                    |                  | 1. Halbjahr 2007   | Fuß- und Radweg |